# Các ngọn núi vàng của dãy Altay
Các ngọn núi vàng của dãy Altay (tiếng Nga: Золотые горы Алтая) là một Di sản thế giới của UNESCO tại Nga, nằm ở chân dãy núi Altay, thuộc Cộng hòa Altai, Nga. Với diện tích 16.175 km², khu vực này đại diện cho thảm thực vật hoàn chỉnh ở Trung Siberia, từ các khu rừng thảo nguyên, thảo nguyên, rừng hỗn giao, thực vật núi và núi cao. Đây là nhà của nhiều loài động vật có vú bị đe dọa trên toàn cầu như Báo tuyết, Cừu núi Argali.
Khu vực bảo vệ bao gồm:
- Khu bảo tồn thiên nhiên Altai và vùng đệm bao quanh Hồ Teletskoye (hồ lớn nhất trong dãy Altay)
- Khu bảo tồn thiên nhiên Katun và vùng đệm bao quanh Núi Belukha (đỉnh cao nhất trên dãy Altay ở Nga)
- Cao nguyên Ukok